# تيار الهادي الشمالي
تيار الهادي الشمالي

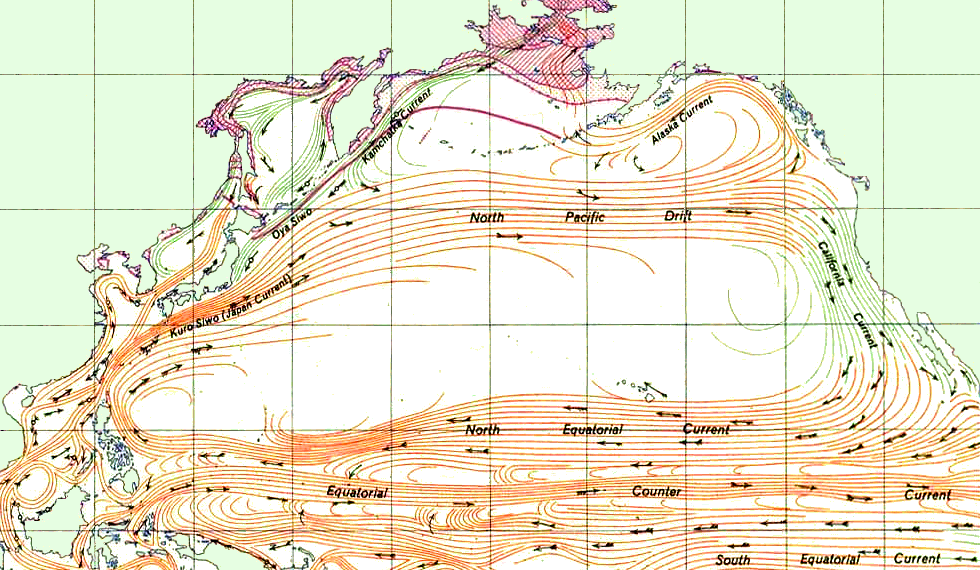

هو تيار مائي محيطي حار يعد استمراراً شرقياً لتيار كوروشيو الحار في نطاق الرياح يالغريبة السائدة عبر المحيط الهادي عند خط عرض 40 -45درجة شمالاً. ولدى اصطدام هذا التيار بساحل ولاية واشنطن (غربي الولايات المتحدة الأمريكية) ينقسم إلى فرعين ؛شمالى ويعرف بتيار آلاسكا الحار ،وجنوبي ويعرف بتيار كاليفورنيا البارد.